# Graniastosłup prosty

Graniastosłup prosty w rzucie

Graniastosłup prosty – graniastosłup, w którym krawędzie boczne są prostopadłe do podstawy graniastosłupa.
W graniastosłupie prostym wszystkie ściany boczne są prostokątami i są one prostopadłe do podstawy.
Graniastosłup prosty, którego podstawą jest n-kąt, określa się jako graniastosłup prosty n-kątny, np. graniastosłup prosty trójkątny, graniastosłup prosty czworokątny itd.
Graniastosłupem prostym czworokątnym jest np. prostopadłościan.

## Wzory
Przyjęte oznaczenia:
{\displaystyle P} – pole podstawy,
{\displaystyle h} – wysokość graniastosłupa,
{\displaystyle \ell } – obwód podstawy.
- Objętość graniastosłupa prostego:[2]

{\displaystyle V={Ph}.}
- Pole powierzchni całkowitej graniastosłupa prostego:

{\displaystyle S=\ell h+2P.}